# Kamienica przy ul. Panny Marii 9 w Toruniu
Kamienica przy ul. Panny Marii 9 w Toruniu – gotycka kamienica znajdująca się na Starym Mieście w Toruniu. Ok. 1600 roku była przebudowana.
Jest to budynek czterokondygnacyjny z elewacją klasycyzującą. Do czasów współczesnych zachowały się elementy wystroju pochodzące z średniowiecza (gotyckie malowidła ścienne z XV wieku) i nowożytności (malowidła manierystyczne z XVII wieku). Szczyt kamienicy ma ornamenty okuciowe, charakterystyczne dla Torunia i innych miast Europy Północnej. Z 1895 roku pochodzą obramowania okienne pierwszego i drugiego piętra i boniowania parteru.
W miejscu tej kamienicy oraz sąsiedniej nr 11 z 1874 roku w 2009 roku powstał hotel.